# The Blazing World

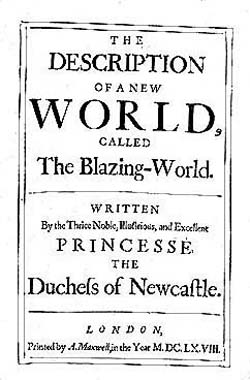
Cavendish-Blazing

The Description of a New World, Called The Blazing-World, mieux connu sous le nom de The Blazing World, traduit en 1999 par Le monde glorieux, est une œuvre de fiction en prose de 1666 de l'écrivaine anglaise Margaret Cavendish, duchesse de Newcastle. La critique féministe Dale Spender le qualifie de précurseur de la science-fiction. Il peut aussi être lu comme une œuvre utopique. Il est souvent considéré comme le premier roman de science-fiction appartenant au genre de la science-fiction féministe ou de la proto science-fiction.

## Récit
Comme son titre complet l'indique, Blazing World est une représentation fantastique et satirique d'un royaume utopique dans un autre monde (avec différentes étoiles dans le ciel) qui peut être atteint via le pôle Nord. Selon le romancier Steven H. Propp, « c'est la seule œuvre connue de fiction utopique d'une femme au XVIIe siècle, ainsi qu'un exemple de ce que nous appelons maintenant la « proto-science-fiction » — bien que ce soit aussi un  romance , un récit d'aventure, et même une autobiographie ».
Le roman décrit l'histoire d'une jeune femme qui entre dans un autre monde nommé Blazing World. Elle devient l'impératrice d'une société composée de diverses espèces d'animaux parlants. Elle organise ensuite une invasion de retour dans son propre monde avec des sous-marins remorqués par des hommes-poissons, des hommes-oiseaux larguant des pierres de feu.
Blazing World s'ouvre sur un poème écrit par William Cavendish, 1er duc de Newcastle. Le livre de Cavendish a inspiré un sonnet notable de son mari, William Cavendish, 1er duc de Newcastle-upon-Tyne, qui célèbre ses pouvoirs imaginatifs. Le sonnet était suivi d'une lettre au lectorat écrite par Margaret Cavendish elle-même. Dans cette lettre, Cavendish divise Blazing World en trois parties. La première partie étant « romanesque », la deuxième « philosophique », et la troisième « fantaisiste » ou « fantastique ».
La première section « romanesque » décrit une jeune femme kidnappée et devenue de manière inattendue impératrice du monde flamboyant (blazing world). La deuxième section « philosophique » décrit les connaissances et l'intérêt de l'impératrice pour les sciences naturelles et la philosophie. Elle discute de ces sujets avec les scientifiques, les philosophes et les universitaires de The Blazing World. Dans la dernière section fantastique, l'impératrice est campée dans le rôle d'une cheffe militaire lors d'une invasion. Elle se pare de bijoux et de pierres spéciales qui lui donnent l'apparence d'une divinité. Lorsque l'impératrice triomphe de la bataille navale, le monde flamboyant est à nouveau décrit comme un empire utopique.
Cavendish termine The Blazing World avec un épilogue au lectorat. Dans cet épilogue, elle décrit ses raisons d'écrire The Blazing World. Elle compare la création de The Blazing Worldaux conquêtes d'Alexandre le Grand et de Jules César.
Le livre est initialement publié en tant que pièce d'accompagnement des Observations sur la philosophie expérimentale de Cavendish et fonctionne donc comme une composante fictionnelle de ce qui était par ailleurs une entreprise raisonnée dans la science du XVIIe siècle. Il a été réimprimé en 1668.

## Impact
La chercheuse Nicole Pohl de l'Université d'Oxford Brookes a soutenu que Cavendish était exacte dans sa catégorisation de l'œuvre comme « un texte hermaphrodite ». Pohl souligne les confrontations de Cavendish avec les normes du XVIIe siècle, en ce qui concerne des catégories telles que la science, la politique, le genre et l'identité. Pohl soutient que sa volonté de remettre en question les conceptions de la société, tout en discutant de sujets qui étaient considérés à son époque comme devant être laissés aux esprits masculins, lui permet de s'échapper dans une discussion exceptionnellement neutre sur ces sujets, créant ce que Pohl appelle « un espace poétique véritablement émancipateur ».
Marina Leslie, professeure à l'université du Nord-Est, remarque que les lecteurs ont noté que The Blazing World sert de rupture avec un domaine de l'écriture utopique habituellement dominé par des hommes. Alors que certains lecteurs et critiques peuvent interpréter l'œuvre de Cavendish comme étant limitée par les caractéristiques du genre de l'utopie, Leslie suggère d'aborder les interprétations de l'œuvre tout en se souvenant de Cavendish comme l'une des premières féministes les plus franches de l'histoire, et en particulier dans ses premiers écrits. Leslie soutient qu'en ce sens, Cavendish a utilisé le genre utopique pour discuter de questions telles que « la nature et l'autorité féminines » sous un nouveau jour, tout en élargissant simultanément le genre utopique lui-même.
Delilah Bermudez Brataas étudie l'impact des utopies sur le genre et la sexualité dans sa thèse à l'Université Tufts. Elle souligne qu'au départ, les utopies étaient des mondes sexuellement fluides. Par conséquent, elles ont défié les conventions de genre. Blazing World de Cavendish montre à quel point ces espaces sont sexuels et fluides, principalement lorsque des femmes les écrivent. Brataas développe davantage cette déclaration et décrit l'attrait du genre durant cette période, ce qui fait de l'utopie un genre attrayant pour Cavendish. Les utopies offrent aux femmes un espace qui peut être principalement féminin et leur donne un sentiment d'autonomie. L'écriture d'une utopie a offert à Cavendish l'opportunité de créer son propre monde, un monde sur lequel elle a une entière liberté d'action et aucune limite. Dans son épigraphe, Cavendish rappelle même aux lecteurs qu'elle possède ce monde et suggère qu'ils ne sont pas les bienvenus et qu'ils devraient créer le leur s'ils ne l'aiment pas. Brataas souligne comment ses décisions lors de la construction de ce monde reflètent ses idéaux de genre, tels que des espaces pour l'éducation des femmes en tant que personnes et autorités indépendantes.
Leslie pense également que The Blazing World incorpore de nombreux genres différents, « qui incluent non seulement le récit de voyage et la romance, mais aussi l'utopie, l'épopée, la biographie, la cabale, la fable lucienne, la satire ménippéenne, l'histoire naturelle et le jeu moral, entre autres »…. Oddvar Holmesland de l'Université d'Édimbourg convient que The Blazing World est créatif dans son genre, écrivant que « le terme hybridation capture bien la méthode de Cavendish de mélanger les genres et catégories établis dans un nouvel ordre, et de présenter son empire fantastique comme vraisemblable ».
Sujata Iyengar, professeure à l'Université de Géorgie, souligne l'importance du fait que The Blazing World est clairement fictif, un contraste frappant avec la nature scientifique du travail auquel il est attaché. Iyengar note que l'écriture d'une œuvre de fiction a permis à Cavendish de créer un nouveau monde dans lequel elle pouvait concevoir n'importe quelle réalité possible. Une telle liberté, soutient Iyengar, permet à Cavendish d'explorer des idées de rang, de sexe et de race qui se heurtent directement aux croyances courantes sur la servilité à son époque. Iyengar va jusqu'à dire que la liberté retrouvée de Cavendish dans des mondes fictifs lui donne l'occasion d'explorer des idées qui entrent directement en conflit avec celles sur lesquelles Cavendish écrit dans ses écrits non romanesques.
Jason H. Pearl de l'Université internationale de Floride pense que le roman contient « une interaction et une opposition entre deux formes tributaires : le voyage lunaire, un sous-genre de l'écriture utopique, et la philosophie naturelle, qui a contribué à éclairer les notions de possibilité et de plausibilité dans les représentations du monde naturel ». Cependant, Pearl le considère également comme « une révision du voyage lunaire... l'une de ses révisions consiste à en ajouter la destination finale  vers la terre, au sens propre et figuré, rendant les diverses possibilités de différence en quelque sorte plus accessibles ».
Catherine Gimelli Martin, professeure à l'université de Memphis, compare The Blazing World à un autre exemple précoce du genre : L'Utopie de Thomas More. Elle décrit l'objectif de Cavendish comme étant la connaissance, tandis que celui de More est l'argent. Contrairement à More, Cavendish utilise l'or dans son monde comme un outil de décoration tout en le dévalorisant complètement. De plus, elle interdit aux roturiers d'utiliser de l'or. Martin suggère que dans The Blazing World, ce système de classe élimine toute compétition pour l'or comme cela est discuté dans L'Utopie.

## Monde
Jason H. Pearl a commenté le surréalisme du monde de Cavendish, ainsi que sa similitude avec le nôtre. Il écrit : « L'expérience de la Dame est décrite comme 'une aventure si étrange', dans 'un endroit si étrange et parmi des créatures si merveilleuses', 'aucune ne ressemble à aucune de notre monde'… Il semble que tout y soit possible », et que « si proche qu'il soit, The Blazing World possède une multitude de merveilles d'un autre monde », mais croit également que « « le passage interstitiel existe comme une ride dans l'espace, une déconnexion de connexion qui permet au Blazing World une accessibilité réduite du monde et légitime ses différences radicales ». Par « passage interstitiel », Pearl fait référence au chemin invisible et inexpliqué que le protagoniste et ses ravisseurs traversent au début de l'histoire pour atteindre le monde de Cavendish.

## Opinions politiques
Tout au long de The Blazing World, l'impératrice affirme qu'une société pacifique ne peut être atteinte que par l'absence de divisions sociétales. Pour éliminer la division potentielle et maintenir l'harmonie sociale dans la société imaginée par le texte, Cavendish construit un gouvernement monarchique. Contrairement à un gouvernement démocratique, Cavendish croit que seule une souveraineté absolue peut maintenir l'unité et la stabilité sociales parce que le recours à une seule autorité élimine les séparations de pouvoir,. Pour justifier davantage le gouvernement monarchique, Cavendish s'appuie sur des arguments philosophiques et religieux. Elle écrit : «  il était naturel qu'un corps ait un seul chef, il était donc naturel qu'un corps politique n'ait qu'un seul gouverneur… de plus, disaient-ils, une monarchie est une forme divine de gouvernement, et s'accorde le plus avec notre religion ».
Les opinions politiques de Cavendish sont similaires à celles du philosophe anglais Thomas Hobbes. Dans son livre de 1651 Léviathan, Hobbes soutient l'idée qu'un gouvernement monarchique est une force nécessaire pour empêcher l'instabilité sociétale et la « ruine ». En tant que contemporain notable de Cavendish, l'influence de Hobbes sur sa philosophie politique est évidente. Dans The Blazing World, Cavendish mentionne même directement son nom tout en cataloguant des écrivains célèbres : « Galileo, Gassendus, Descartes, Helmont, Hobbes, H. More, etc ».

## Influence et postérité
Dans les romans graphiques d'Alan Moore relatant les aventures de La Ligue des gentlemen extraordinaires, le monde flamboyant était identifié comme le même royaume idyllique d'où le voyageur extra-dimensionnel Christian, membre de la première Ligue dirigée par Duke Prospero, était arrivé à la fin des années 1680. La ligue s'était dissoute lorsque Christian était revenu dans ce royaume, et c'est là que Prospero, Caliban et Ariel étaient également partis plusieurs années plus tard.
Dans Lombres de China Miéville, un livre de bibliothèque intitulé A London Guide for the Blazing Worlders est mentionné, suggérant que le voyage entre les deux mondes n'est pas à sens unique.
En 2014, Siri Hustvedt a publié le roman The Blazing World, dans lequel elle décrit les tentatives brillantes mais alambiquées de Harriet Burden pour obtenir la reconnaissance de la scène artistique new-yorkaise dominée par les hommes. Hustvedt demande à Burden de se référer à Margaret Cavendish comme une riche source d'inspiration à de nombreuses reprises. Vers la fin de sa vie, Burden est réconfortée par le travail de Cavendish : « Je suis de retour auprès de ma flamboyante mère Margaret » (p. 348), écrit-elle dans son carnet.
Blazing World a été initialement publié en tant que texte conjoint avec les Observations de Cavendish sur la philosophie expérimentale, qui étaient une réponse directe à Micrographia du scientifique Robert Hooke, publié seulement un an auparavant. Les avancées dans le domaine de la science et de la philosophie au début de la période moderne ont eu une énorme influence sur Cavendish et ont été une composante majeure de sa descriptions d'un nouveau monde, appelé Blazing World. Cette influence peut être vue directement dans Blazing World, avec près de la moitié du livre composé de descriptions du Blazing World, de ses habitants, de ses philosophies et de ses inventions. L'une de ces inventions est un microscope, que Cavendish critique parallèlement à la méthode expérimentale elle-même dans le Blazing World. Cette intégration des avancées scientifiques pourrait être l'une des raisons pour lesquelles Blazing World est considéré par certains comme le premier roman de science-fiction.
En 2021, Carlson Young a sorti le film The Blazing World, qu'elle a réalisé, co-écrit et joué. Le générique du film indique qu'il est « inspiré par Margaret Cavendish et d'autres rêves ».